# バブー (航空会社)

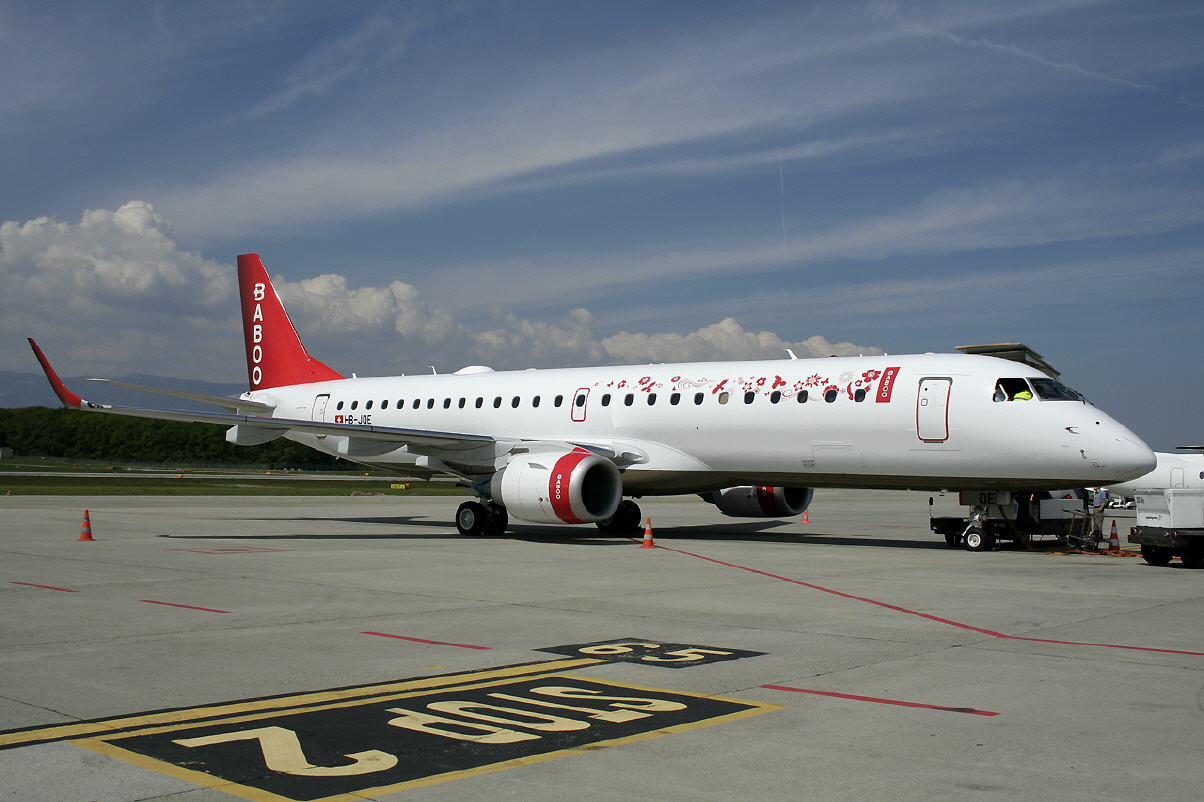
バブーのエンブラエル E-190、スイス、ジュネーヴ空港。

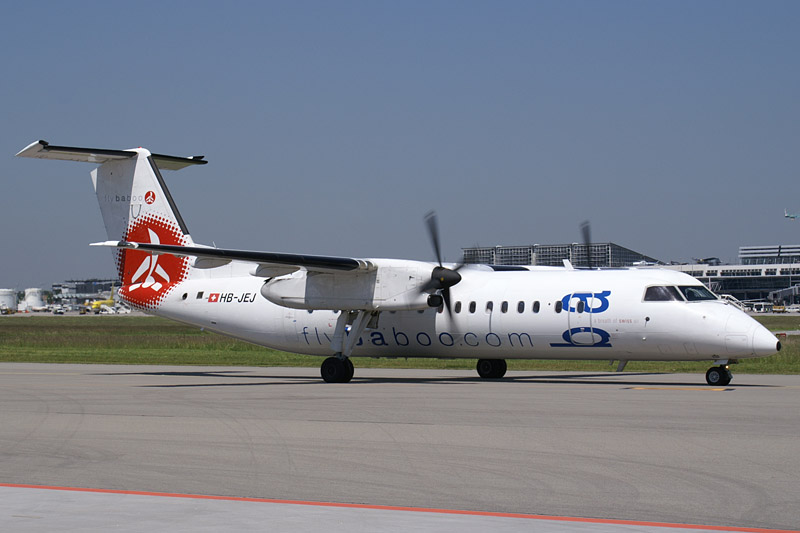
バブーのボンバルディア・ダッシュ8-Q300、ドイツ、シュトゥットガルト空港。

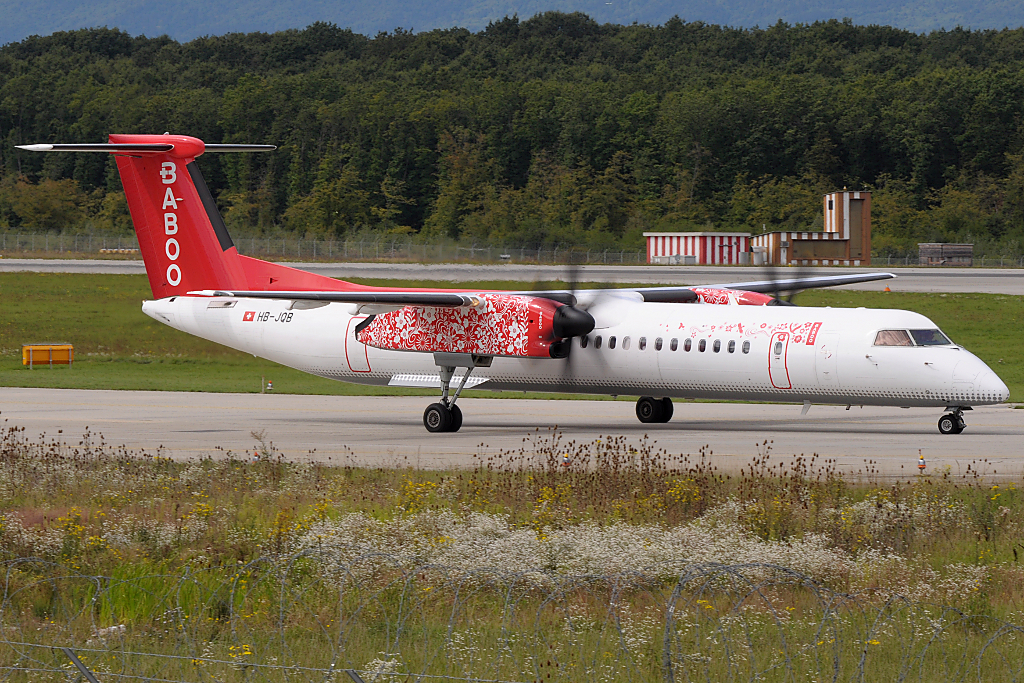
バブーのボンバルディア・ダッシュ8-Q400、2010年撮影。

バブー (Baboo) という名称で知られていたフライ・バブー株式会社 (Fly Baboo SA) は、スイスのジュネーヴ空港とル・グラン＝サコネ空港を中心に運行されていたリージョナル航空会社。2010年11月には経営破綻の危機に瀕したが、ルガーノのダーウィン・エアライン・グループが救済した。

## 歴史
バブーは、ジュリアン・クック (Julian Cook) によって2003年8月に設立されたが、これはスイス インターナショナル エアラインズがジュネーヴ＝ルガーノ間の路線を廃止する決定をしたことを受けてのことであった。ジュネーヴからルガーノへの最初の便は、2003年11月3日に、ツィルス航空の機材を使って就航した。2004年5月、バブーは、連邦民間航空局 (FOCA) から航空運送事業許可を得て、自社が占有する旅客機として50人乗りのダッシュ8-Q300を、製造会社であるボンバルディア・エアロスペースからリースした。
その後、バブーは自社所有の機材として、ダッシュ8-Q400を2機獲得し、以降5年間これらを運行した。しかし、2007年に至り、バブーは資金が尽き、レバノンの国際的投資グループであるM1グループに売却され、この大きな転換の中で株式への出資額は920万ユーロとなり、これによって経営陣は健全な成長戦略を立て、新たな企業イメージを築くことができた。また、創業者のジュリアン・クックは、同社から離れることとなった。
バブーは、3機のエンブラエル E190を発注し、2008年4月から就航できる運びであった。同社は、キエフやサンクトペテルブルクへも就航する予定であると発表していた。2008年9月に3機のE190が納入され、バブーは新たにジュネーヴからトゥールーズ、ボルドー、アテネ、ブカレスト、ザグレブへの路線を開いた。しかし、以前に公表していたロシアの2都市への就航は実現しなかった。サンクトペテルブルクへの就航はロシア当局から認められず、キエフへの航路は十分な需要が見込めないと判断されたためであった。結局、これら2都市への就航は実現しなかった。
2009年末の時点で、バブーは7,300万スイス・フランを売り上げていた。また、その時点までに、130万人以上の乗客がバブーを利用していた。バブーは、コードシェア便の協定をタロム航空、エールフランス/シティジェット、アリタリア-イタリア航空、オリンピック航空と結んでいた。また、ミラノ、マルセイユ、ロンドンへも就航し、さらに、2009年12月のスキーの季節にはジュネーヴからオックスフォードへの便も運行されていたが、2010年6月の時点では、ナポリ、ミラノ、マルセイユへの各便が運行停止となり、冬季のオックスフォード便も時刻表から消えた。
2010年10月、バブーはリースされていた3機のエンブラエル E190を、11月末までにリース元へ返却することを発表した。2010年11月25日、ダーウィン・エアラインが、2011年はじめを目処にバブーを買収する計画を発表した。この計画では、ダーウィン・エアラインがバブーの施設を取得することとなっていた